# قشلاق مازان عليا
قشلاق مازان عليا (بالإنجليزية: Qeshlaq-e Mazan-e Olya)‏ هي منطقة سكنية تقع في قسم اجارود الشمالي الريفي في إيران. يقدر عدد سكانها بـ 64 نسمة .